# Kappa FuturFestival
Das Kappa FuturFestival ist ein Musikfestival der Elektronischen Tanzmusik in Turin, Piemont, Oberitalien.
Das Festival fand erstmals 2009 als Futur Festival in der Turiner Messehalle Lingotto Fiere mit 7000 Besuchern statt. 2012 zog man in den neugestalteten zentralen Park Parco Dora um, hier bezog man ein überdachtes Areal eines ehemaligen Industriegeländes. Als Sponsor wurde der Turiner Sportartikelhersteller Kappa einbezogen. Das zweitägige Event wird von etwa 25.000 Personen pro Tag besucht.

## Künstler (Auswahl)
Carl Cox, Fatboy Slim, Deadmau5, Ellen Allien, Richie Hawtin, DJ Sneak, Boys Noize, Amelie Lens, Boris Brejcha, Sven Väth, Ricardo Villalobos, Kerri Chandler, Len Faki, Maceo Plex, Solomun, Disclosure, Die Antwoord, Nina Kraviz, The Martinez Brothers, Charlotte de Witte …